# Мангуст Джексона
Мангуст Джексона (лат. Bdeogale jacksoni) — вид хищных млекопитающих из семейства мангустовых, обитающий в Восточной Африке. Вид назван в честь сэра Фредерика Джона Джексона (1859—1929), английского администратора, исследователя, а также орнитолога, автора книги «The Birds of Kenya Colony and the Uganda Protectorate», напечатанной в 1938 году.

## Описание
Длина тела составляет от 50,8 до 57,1 см, хвост длиной от 28,3 до 32,4 см, задние конечности длиной от 8,6 до 10,8 см, длина уха от 2,3 до 3,5 см, масса тела от 2 до 3 кг. Длинный, густой мех сверху сероватого чёрно-белого цвета. Волосы длиной 20 мм чередуются чёрными и белыми полосами. Мордочка и подбородок коричневато-белые, щёки и шея жёлтые. Ноги тёмно-коричневые или чёрные, пушистый хвост белый. Брюхо светло-серое, подшерсток густой и пушистый. Ушная раковина круглая и широкая, мордочка тупая. Нос крупный. Передние и задние конечности имеют только четыре пальца. Подушечки лап голые, а когти толстые и сильные.

## Распространение
Обитает в центральной и южной Кении, в юго-восточной части Уганды и в горах Удзунгва в Танзании. Живёт в низменных лесах, а также в горных лесах (до 3300 м над уровнем моря) и зарослях бамбука.

## Образ жизни
Охотится часто в густых травянистых зарослях вблизи болот. Питается преимущественно грызунами и насекомыми, особенно кочевыми муравьями. Животные активны в ночное и сумеречное время. О размножении ничего не известно.